# Villemoustaussou
Villemoustaussou is een gemeente in het Franse departement Aude (regio Occitanie). De plaats maakt deel uit van het arrondissement Carcassonne. Villemoustaussou telde op 1 januari 2022 4.434 inwoners.

## Geografie
De oppervlakte van Villemoustaussou bedroeg op 1 januari 2022 11,94 vierkante kilometer; de bevolkingsdichtheid was toen 371,4 inwoners per km².
De onderstaande kaart toont de ligging van Villemoustaussou met de belangrijkste infrastructuur en aangrenzende gemeenten.

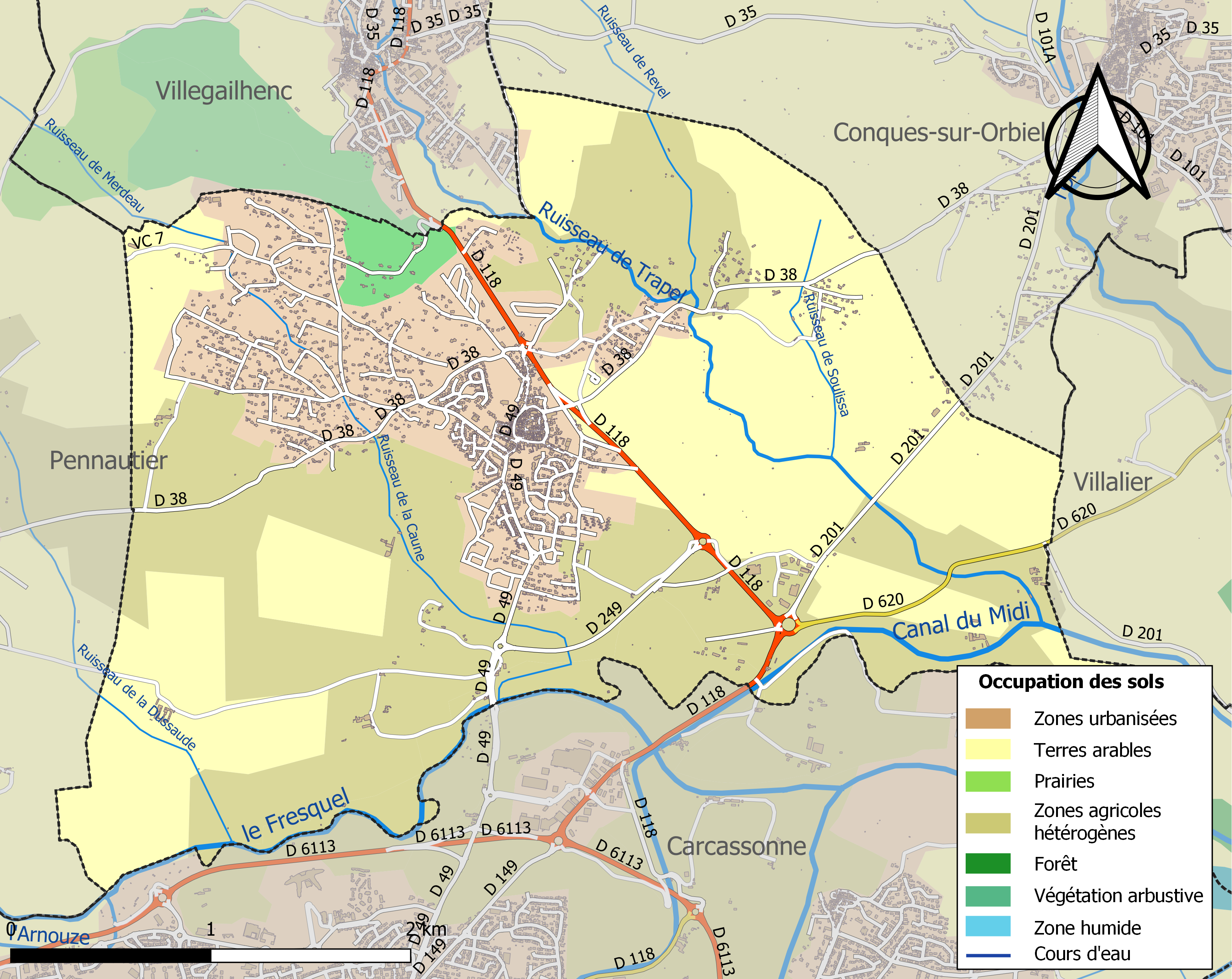

## Demografie
Onderstaande figuur toont het verloop van het inwonertal (bron: INSEE-tellingen).

Vanwege een beveiligingsprobleem met de MediaWiki Graph-software is het momenteel niet mogelijk deze grafiek weer te geven. Zodra de software is bijgewerkt zal de grafiek vanzelf weer zichtbaar worden.